# Alcorn megye
Alcorn megye az Amerikai Egyesült Államokban, azon belül Mississippi államban található. Megyeszékhelye és legnagyobb városa Corinth. Lakosainak száma 34 740 fő (2020. április 1.). Alcorn megye McNairy, Prentiss, Tishomingo, Hardin, Hardeman és Tippah megyékkel határos.

## Népesség
A megye népességének változása:
| Lakosok száma | 37 111 | 37 271 | 37 228 | 37 316 | 37 388 | 34 740 |
|               | 2010   | 2011   | 2012   | 2013   | 2015   | 2020   |